# Anastrepha enkerlini
Anastrepha enkerlini
 es una especie de insecto díptero que Hernandez-Ortiz describió científicamente por primera vez en el año 1999.
Esta especie pertenece al género Anastrepha de la familia Tephritidae.